# Máquina de guerra (La guerra de los mundos)

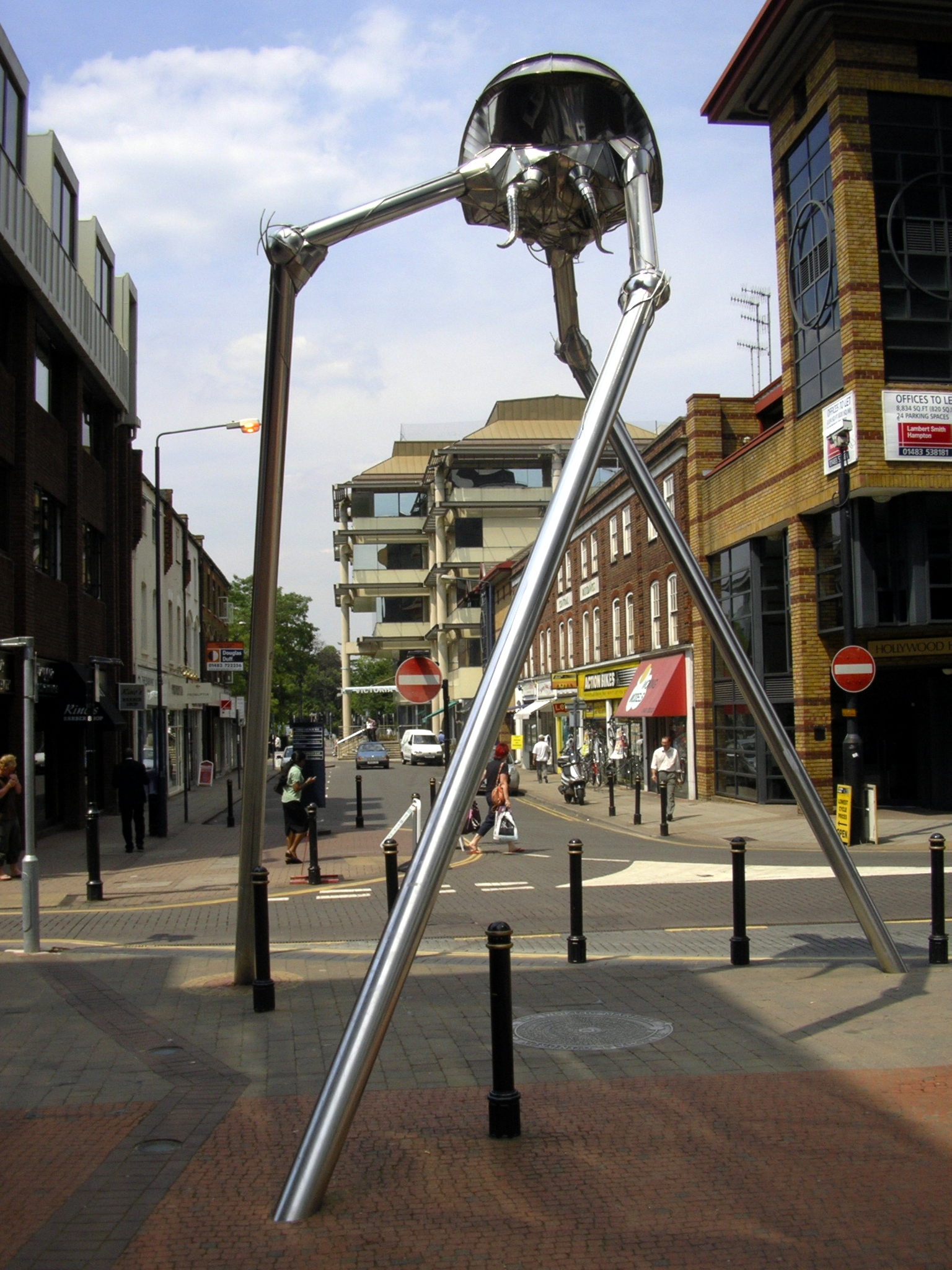
Una estatua, erigida en Woking, de una máquina de guerra inspirada en el libro.

Las máquinas de guerra, o más vulgarmente trípodes, son un tipo de andador de tres patas ficticio de la clásica novela de ciencia ficción La guerra de los mundos de H. G. Wells, utilizado por los marcianos para invadir la Tierra. 

## En la novela
Las máquinas de guerra caminaban sobre tres patas, tenían tentáculos metálicos, (el autor los compara con los brazos de un ser humano) que sostenían el rayo calórico, y una "capucha" metálica que hacía el papel de la cabeza. H. G. Wells describe detalladamente a las máquinas de guerra en el libro 1, capítulo 10: «Visto más de cerca, el artefacto resultaba increíblemente extraño, ya que no era una simple máquina que caminara a ciegas. Sí, era una máquina, y tintineaba metálicamente al avanzar, y sus largos, flexibles y brillantes tentáculos (uno de los cuales sostenía un joven árbol de pino) se balanceaban a sus costados. Iba por su camino a grandes zancadas, y la capucha de latón que lo coronaba rotaba como una cabeza que mirara a su alrededor. Detrás del cuerpo principal había una enorme masa de metal blanco, como una gigantesca cesta de pescadores, y bocanadas de humo verde sopladas por las articulaciones de las extremidades del monstruo me asolaron. Y en un instante se fue.» 
Otro testigo de la guerra las describió como «calderas en zancos, le digo, dando zancadas al igual que los hombres» (Libro 1, Capítulo 14). 
Un artículo de la prensa londinense incluido en el libro describe a las máquinas de guerra como «máquinas como arañas, de un centenar de pies de alto, capaz de ir a la velocidad de un tren expreso, y capaces de disparar un rayo de calor intenso» (Libro 1, Capítulo 14). Irónicamente, al principio algunos artículos de periódicos menores exageran describiendo a los marcianos como «criaturas babosas». El personaje principal es testigo de que los trípodes se desplazan «con un movimiento tan rápido como las aves en vuelo» (Libro 1, Capítulo 12). 

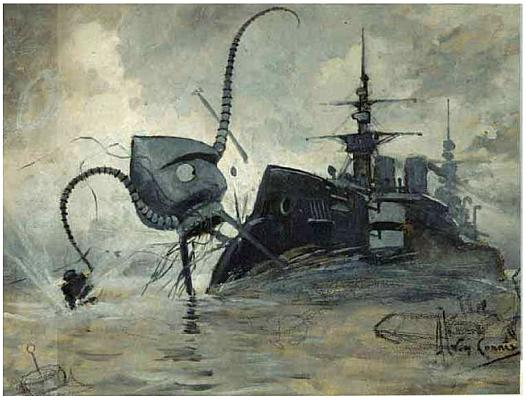
Dibujo del artista brasileño Henrique Alvim Corrêa para la novela La guerra de los mundos con el Thunder Child enfrentándose a los marcianos.

Los trípodes están armados con un rayo calórico. También están armados con un humo negro, un tipo de gas venenoso probablemente basado en el azufre. 
Sus tentáculos metálicos, que cuelgan de la parte principal, se utilizan para tomar objetos y capturar humanos. Los trípodes llevan siempre en su "espalda" una jaula o cesta (el autor a veces los compara con pescadores llevando un cesto con pescados al hombro) que se utiliza para mantener cautivos a fin de que los marcianos puedan drenar su sangre. La altura de los trípodes no es clara; un artículo de prensa los describe con más de 100 pies de altura (33 m). Sin embargo, pueden vadear las aguas de una bahía. El HMS Thunder Child se enfrenta con un trío de máquinas de guerra para proteger a una flotilla de refugiados frente a las costas de Inglaterra. 
En el libro las máquinas de guerra llegan a la Tierra en masa en los cilindros, disparados por una especie de cañón gigantesco en Marte (en la versión musical de Jeff Wayne, y en el juego de PC, los marcianos se refieren a este dispositivo como un «acelerador de hidrógeno de gran escala»). Una vez que llegan a la Tierra, las máquinas empiezan a montarse. Una cita de un artículo de la prensa de Londres de autoridades sin nombrar dice que, en base al tamaño exterior de los cilindros, no llevan más de cinco máquinas de guerra por cilindro (Libro primero, capítulo 14). 

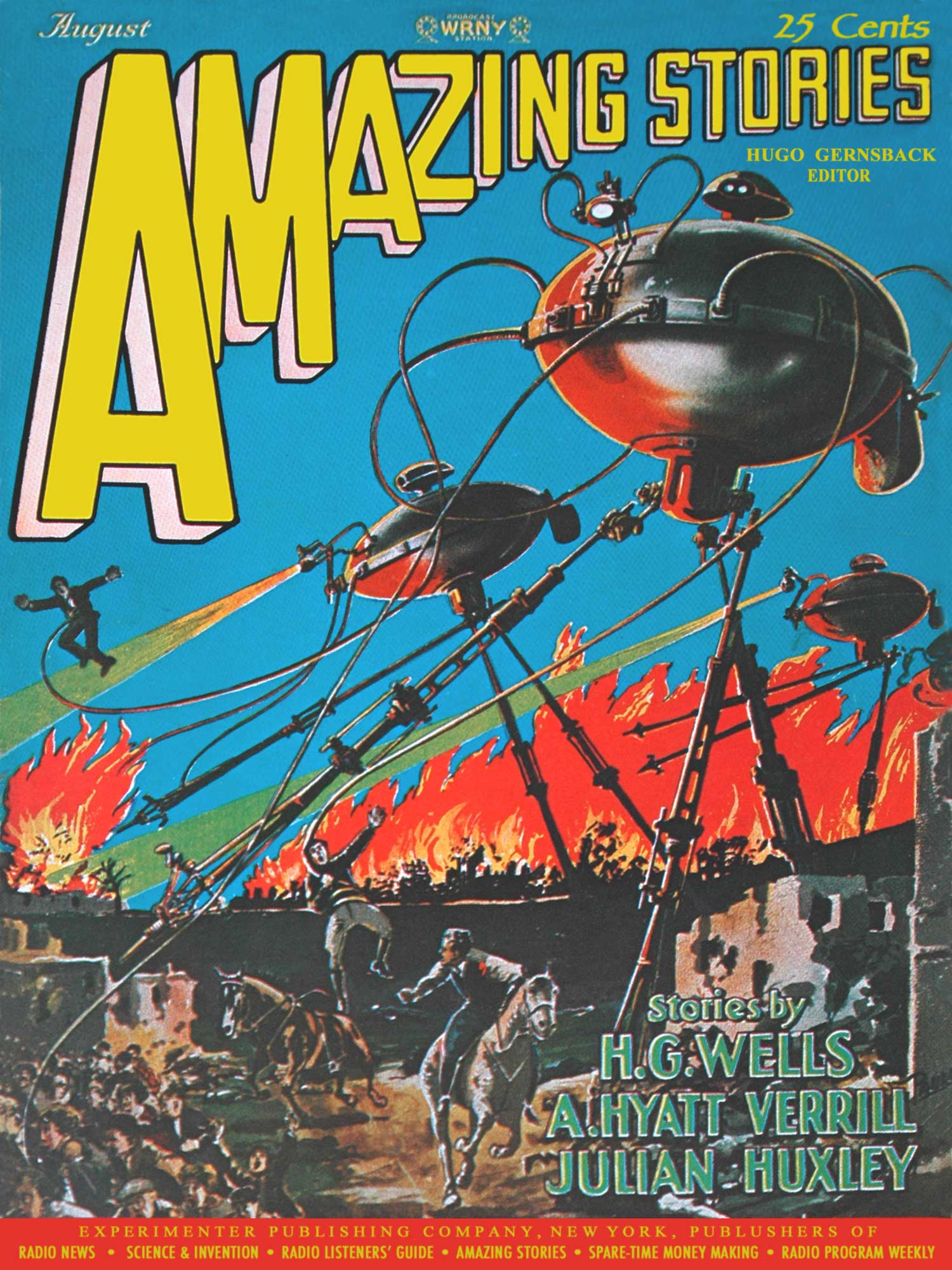
La portada del número de agosto de 1927 de Amazing Stories que presentó La guerra de los mundos.

La letalidad de las máquinas de guerra puede resumirse en una sola frase utilizada por Steven Spielberg en su película (una paráfrasis de una línea del guion de la película de 1953): «Una vez que los trípodes empiezan a moverse, no hay más noticias de esa zona». Sin embargo, en el libro los marcianos no están interesados en el genocidio, y sólo utilizan sus formidables máquinas hasta el máximo de sus medidas letales contra los militares con que se enfrentan, y en contra de la industria y la infraestructura, y ante el movimiento de una ola de refugiados que huía ante ellos. Prácticamente no querían destruir la humanidad, sino destruir la oposición humana (el ejército, los medios de comunicación, etc.) para que así la humanidad quedara indefensa y entonces dominar la Tierra.
Es interesante observar que los originales de los dibujos para los trípodes, hechos por Warwick Goble, acompañaron a la edición inicial de La guerra de los mundos en Pearson's Magazine en 1897. Cuando Wells vio estas imágenes, estaba tan disgustado que añadió el siguiente texto a la versión final de su libro: 
«Recuerdo especialmente la ilustración de uno de los primeros folletos para dar cuenta de la guerra. El artista, evidentemente, ha hecho un apresurado estudio de una de las máquinas de guerra, y fue allí hasta donde su conocimiento llegó. Presentó un trípode rígido, sin ninguna flexibilidad o sutileza, y con un total y engañoso efecto de monotonía. El folleto que contiene estas versiones tiene un considerable auge, y lo menciono aquí para advertir al lector contra la impresión que puede haber creado. Eran tan parecidos a los marcianos que vi en acción como lo es un muñeco de trapo a un humano. Desde mi punto de vista, el folleto habría estado mucho mejor sin ellos.»

## En otras adaptaciones
Las máquinas marcianas en la película de 1953 La guerra de los mundos son drásticamente diferentes de las de la novela de Wells. En lugar de trípodes enormes, las máquinas marcianas se asemejan a mantarrayas de aspecto siniestro con tres "piernas" de flujo electromagnético semi-invisible. Diseñadas por Albert Nozaki, estas máquinas están armadas con un rayo calórico de color rojizo -una vez más en consonancia con la novela- montado en la cima de un dispositivo de cuello de cisne que incinera cualquier cosa que golpea. Las máquinas también tienen dos armas que disparan manchas verdes incendiarias desde las puntas de las alas, que son llamadas Rayos Esqueleto o Armas Esqueleto. Estas armas neutralizan los mesones, «el pegamento atómico que mantiene todo unido», causando la vaporización y, por lo general, dejando tras de sí una negra mancha sobre el terreno (evidentemente los rastros de la chamuscada). Estas máquinas de guerra no tienen tentáculos; presumiblemente, los marcianos en esta versión no le ven ninguna utilidad a los seres humanos. Las naves están equipadas con un ojo electrónico retráctil, que es utilizado como una sonda. Otra diferencia importante es la presencia de un escudo que protege a las máquinas de disparos, incluso de la masiva potencia de las armas nucleares, sin siquiera tocar las máquinas en el interior de las burbujas.
Una diferencia importante entre esta película y el libro fue que en la película las máquinas fueron invencibles a cualquier máquina de guerra en la Tierra; su campo de fuerza las protege incluso de las bombas atómicas. En el libro, eran vulnerables al fuego de artillería y a un torpedo.

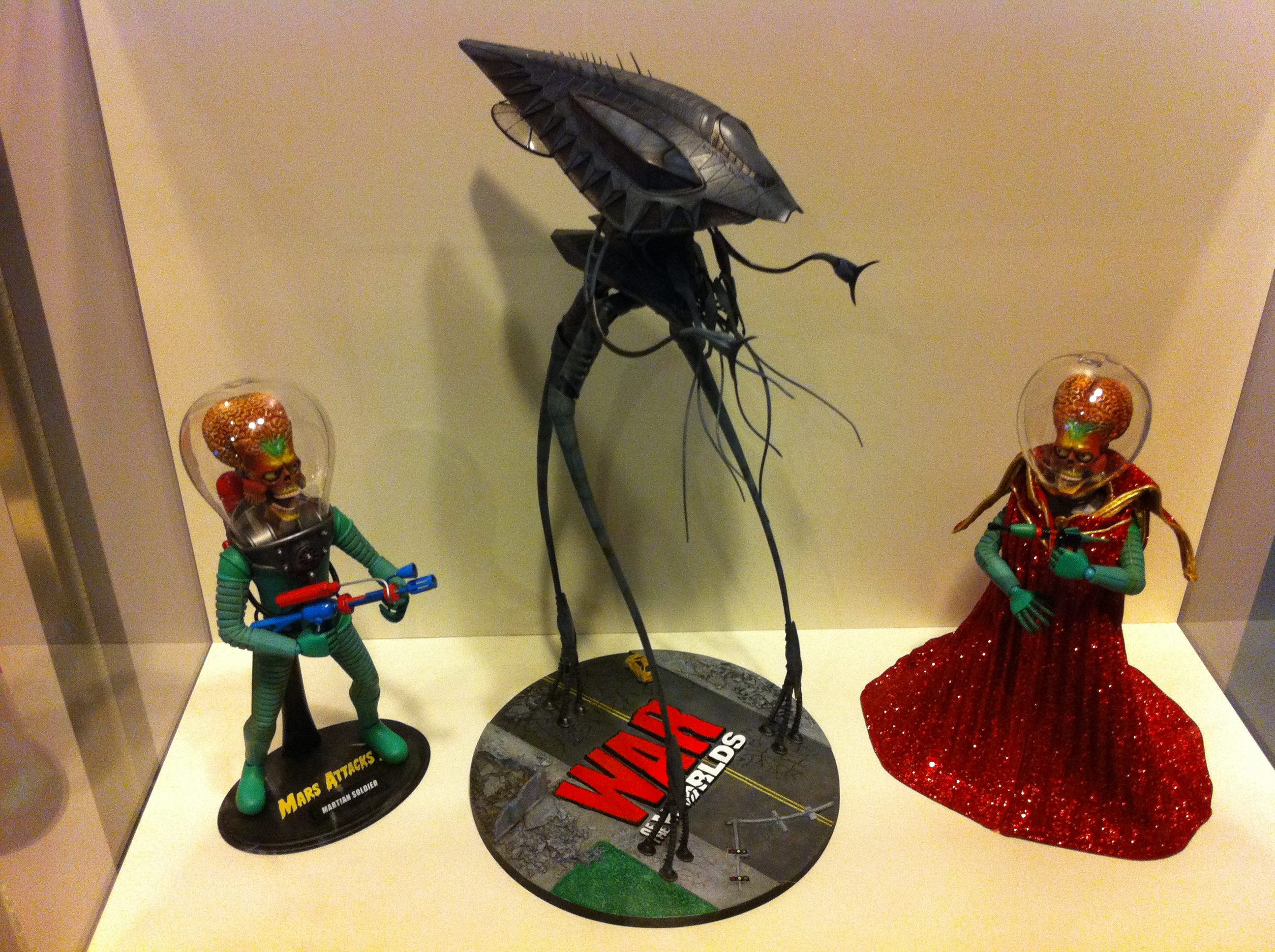
Una miniatura del trípode de la película de 2005, junto a dos miniaturas de la película Mars Attacks!.

La película del 2005 de Steven Spielberg muestra a los trípodes más como los describe Wells: disparan un rayo calórico (aunque muy distinto al del libro) como única arma, poseen tentáculos para drenar humanos y canastas donde poder recolectarlos. Las máquinas son vulnerables a las armas humanas siempre y cuando el escudo protector que poseen no esté funcionando.
En esta adaptación las máquinas de guerra ya estaban listas para ser utilizadas, hallándose enterradas en las profundidades del subsuelo terrestre. Los extraterrestres (cuya procedencia nunca es mencionada, y posiblemente no sean marcianos), que llevaban millones de años planeando esto, bajaron a la Tierra viajando dentro de cápsulas dentro de una tormenta electromagnética y activaron las máquinas.